# آندراس فریکسی
آندراس فریکسی (انگلیسی: András Fricsay؛ زادهٔ ۲ آوریل ۱۹۴۲) بازیگر و کارگردان اهل کشور آلمان است. وی زاده ی کشور مجارستان است.
از فیلم‌ها یا برنامه‌های تلویزیونی که وی در آن نقش داشته‌است می‌توان به دهه پنجاه وحشی اشاره کرد.